# Majdanszahr
Majdanszahr (paszto: میدان ښار) – miasto w środkowym Afganistanie. Jest stolicą prowincji Wardak. Populacja w 2021 roku wynosiła około 47 tys. mieszkańców.